# Key West
Key West (Spaans: Cayo Hueso) is een plaats (city) en een eiland in de Amerikaanse staat Florida, en valt bestuurlijk gezien onder Monroe County waarvan Key West ook de countyhoofdstad of county seat is. Het eiland, zo'n 6,6 km lang en 2 km breed, ligt in de straat van Florida en ligt aan het zuidwestelijke eindpunt van de Overseas Highway die een aantal van de Florida Keys met elkaar en het vasteland verbindt. Key West is de zuidelijkste stad in de aaneengesloten staten.

## Demografie
Bij de volkstelling in 2000 werd het aantal inwoners vastgesteld op 25.478. In 2006 is het aantal inwoners door het United States Census Bureau geschat op 23.262, een daling van 2.216 (-8,7%). Bij de census van 2010 waren er 24.649 inwoners, een nieuwe schatting van het Census Bureau uit 2016 komt op 26.990 inwoners, wat weer een stijging van 2.241 inhoudt.

## Geografie
Volgens het United States Census Bureau beslaat de stad een oppervlakte van 19,2 km², waarvan 15,4 km² land en 3,8 km² water. Tot de stad behoren het hele eiland Key West, de eilanden Sigsbee Park, Fleming Key, Sunset Key en het noordelijk deel van Stock Island. 
In Key West is het zuidelijkste punt van de aaneengesloten staten van de Verenigde Staten. Het zuidelijkste punt van de hele Verenigde Staten is in Ka Lae op het eiland Hawaï in de staat Hawaï.
Key West is slechts 153 km (90 mijl) verwijderd van de noordelijke kustlijn van Cuba.

## Klimaat
Er heerst een tropisch savanneklimaat (Köppen Aw). De zomers zijn heet en er valt veel neerslag terwijl de winters nog steeds warm maar relatief droog zijn. Er is een klein verschil in gemiddelde temperaturen van de koudste en de warmste maanden. De overwegende passaat uit het oosten voorkomt extreem hoge temperaturen in de winter komt het bijna nooit onder de 15 graden Celsius.
Sneeuw en mist zijn uitermate zeldzaam. Het natte seizoen loopt van juni tot oktober en dan valt zo’n twee derde van de jaarlijkse neerslag die iets boven de 1000 mm uitkomt. Onweersbuien en zware regenval zijn frequent tijdens het natte seizoen. Key West ligt net als de rest van Florida in een regio waar tropische cyclonen voorkomen. In 2017 leidde orkaan Irma tot grote schade.

## Geschiedenis
Voor de tijd van Christoffel Columbus werd het gebied bewoond door de Calusa-indianenstam.
In 1521 bracht de eerste Europeaan, Juan Ponce de León, een bezoek aan het gebied. Toen Florida een Spaanse kolonie werd ontstond er een volwaardige stad, Cayo Hueso geheten, wat letterlijk 'beendereneiland' betekent; het eiland was een lange periode door vorige bewoners van de eilanden gebruikt als begraafplaats. 
Tot 1820 waren er in de Florida Keys weinig of geen permanente inwoners. Vissers uit Cuba en de Bahama's bezochten regelmatig de Keys, maar ze bleven er niet wonen. Smokkelaars en kapers gebruikten de eilanden als uitvalsbasis. In 1766 adviseerde de Britse gouverneur van Oost-Florida,  vanaf 1763 had Groot-Brittannië enige jaren de controle over Florida, een militaire post op Key West te vestigen, maar dit advies werd genegeerd. In 1821 werden de eilanden onderdeel van de Verenigde Staten.
Het eilandje, op de grens van de Golf van Mexico en de straat van Florida die naar de Atlantische Oceaan voert, was ook nog eens voorzien van een diepe natuurlijke haven was steeds van strategisch belang voor de heerser over het gebied. Op 25 maart 1822 zeilde commodore Matthew C. Perry de schoener USS Shark naar Key West en plantte de Amerikaanse vlag, waarbij hij de Keys claimde als eigendom van de Verenigde Staten. In 1823 arriveerde commodore David Porter, hij has als taak piraterij en de slavenhandel tegen te gaan.
Het stadje trok rijke Amerikanen aan, zodat Key West in 1830 gemeten naar inkomen per inwoner de rijkste stad van de Verenigde Staten was. 
Tijdens de Amerikaanse Burgeroorlog waarin Florida zich mee had afgescheiden in de Confederatie bleef Key West omwille van de marinebasis in handen van de Unie. Op het eiland waren evenwel vele bewoners sympathisant van de geconfedereerden. Ter verdediging was Fort Zachary Taylor gebouwd in de periode 1845-1866 en in 1861 werd begonnen met de bouw van twee martellotorens, om het fort te ondersteunen. De Amerikaanse marine kreeg er een kleine basis van waaruit de USS Maine aan het begin van de Spaans-Amerikaanse oorlog naar Havana voer. In mei 1898 vertrok een Amerikaans eskader uit Key West dat de Spaanse vloot versloeg in de Slag bij Santiago de Cuba op 3 juli 1898.
In de 19e eeuw was de belangrijkste economische activiteit de visserij. Voor het transport van de vis was veel zout nodig. Vanaf 1830 werd hier zout gewonnen door middel van zoutpannen. Tijdens de burgeroorlog werd veel zout naar de Confederatie gesmokkeld en de productie werd gestaakt om dit te verhinderen. Na de oorlog werd de zoutproductie hervat, maar een orkaan in 1876 richtte zeer grote schade waarna de zoutindustrie vertrok.
De Tienjarige Oorlog op Cuba bracht mee dat heel wat rijkere Cubaanse vluchtelingen hun intrek zochten op het eiland. In 1889 was Key West de grootste en rijkste stad van Florida. De stadsgroei nam in de 20e eeuw alleen maar toe na de verbinding met het vasteland, eerst door een spoorlijn, later door een weg. De eerste luchtvaartmaatschappij in Key West was Pan American Airways, Pan Am werd in 1926 opgericht door John K. Montgomery. Het doel was passagiers te vervoeren tussen Key West en Havana, een jaar later kwam daar een contract om Amerikaanse post te vervoeren bij. Tot aan de Cubaanse revolutie van 1959 waren er regelmatige veerboot- en vliegtuigdiensten tussen Key West en Havana.
Tijdens de Eerste Wereldoorlog werd de marinebasis uitgebreid. Op de eilanden kwam een marinevliegkamp mede om Duitse schepen de toegang tot de Golf van Mexico te beletten. Na de oorlog werd de basis nagenoeg ontmanteld. In 1940 keerde het leger terug en werd de marinebasis fors uitgebreid. In 1943 waren veel Duitse onderzeeboten actief in de regio. In mei 1943 werden een record van 49 schepen voor de kust van Florida getorpedeerd. Door voortdurend te patrouilleren en aan te vallen werden de onderzeeboten vernietigd en namen de Duitse successen snel af. Naval Air Station Key West speelde ook een belangrijke rol tijdens de Cubaanse raketcrisis in 1959 vanwege de geografische nabijheid. Het marinevliegkamp is nog altijd in gebruik.

## Verkeer en vervoer
Key West werd in 1912 door middel van de Overseas Railroad verbonden met het vasteland van Florida. Na de Labor Day-orkaan van 1935 was deze spoorlijn ernstig beschadigd en wegens de slechte financiële positie van de spoorwegmaatschappij is deze nooit herbouwd. Op de restanten werd in 1938 de Overseas Highway geopend, onderdeel van U.S. Route 1.
Het eiland heeft sinds 1913 een vliegveld. Het huidige Key West International Airport ligt 208 km ten zuidwesten van de luchthaven van Miami en 171 km noordnoordoost van de luchthaven van Havana.
In Key West is eveneens een door cruiseschepen gefrequenteerde aanlegplaats gebouwd.

## Bouwwerken
De oudste wijken van Key West, op het westelijke deel van het eiland, zijn algemeen bekend als de old town. Het Key West Historic District omvat de belangrijkste toeristische bestemmingen van het eiland, waaronder Mallory Square, Duval Street, de Truman Annex, Sloppy Joe's Bar en Fort Zachary Taylor. De 1,9 km lange hoofdstraat, Duval Street, dwarst het eiland van noordoost naar zuidwest, van de Golf van Mexico naar Straat Florida. In de oude binnenstad zijn de klassieke bungalows en gastenhuizen te vinden. Bahama Village, ten zuidwesten van Whitehead Street, beschikt over huizen, kerken en bezienswaardigheden die gerelateerd zijn aan de Afro-Bahamaanse geschiedenis. The Meadows, ten noordoosten van het White Street Gallery District, is exclusief residentieel.
Over het algemeen dateren de constructies van 1886 tot 1912. De basiskenmerken die de lokale architectuur onderscheiden, zijn de houtskeletbouw van bouwwerken van één tot tweeënhalve verdieping op funderingspalen ongeveer één meter boven de grond. Uiterlijke kenmerken van de gebouwen zijn puntige metalen daken, horizontale houten gevelbeplating, pasteltinten van verf, louvreluiken met zijscharnieren, overdekte veranda's (of balkons of galerijen) langs de fronten van de structuren en houten roosters die de ruimte tussen de funderingspalen afschermen.
Sommige vooroorlogse structuren overleefden, waaronder het Oldest House (of Cussans-Watlington House) (1829-1836) en het John Huling Geiger-huis (1846-1849), nu bewaard als het Audubon-huis met tropische tuinen. Vestingwerken zoals Fort Zachary Taylor, de East Martello Tower en de West Martello Tower hebben ervoor gezorgd dat Key West onder controle van de Unie bleef gedurende de Burgeroorlog. Een andere mijlpaal gebouwd door de federale overheid is Key West Lighthouse, thans een museum.
Twee van de opvallendste gebouwen in Old Town, bewoond door vooraanstaande inwoners van de twintigste eeuw, zijn het Harry S. Truman Little White House, waar president Truman 175 dagen kantoor hield, en het Ernest Hemingway House, waar de schrijver Ernest Hemingway woonde van 1931 tot 1939. Ook de schrijver Tennessee Williams was een inwoner van Key West. Daarnaast zijn de woningen van een aantal historische families uit Key West in het nationale register van historische plaatsen erkend als belangrijke bezienswaardigheden van geschiedenis en cultuur, waaronder het Porter House aan Caroline Street en het Gato House aan Virginia Street.
Veel lokale historische herenhuizen die heden nog steeds relevant zijn, zijn gebouwd door leden van de familie Curry, onder wie de eerste miljonair van Florida, William Curry. De Curry herenhuizen worden beschouwd als onderscheidend in stijl, en omvatten de Curry Mansion, de Southernmost Mansion en de Fogarty Mansion.
In aanvulling op de architectuur omvat Old Town de begraafplaats van Key West, gesticht in 1847, met bovengrondse graven, opmerkelijke epitafen en een perk waar enkele slachtoffers van de explosie uit 1898 van de USS  Maine begraven liggen.

## Plaatsen in de nabije omgeving
De onderstaande figuur toont nabijgelegen plaatsen in een straal van 72 kilometer rond Key West.

## Bekende inwoners van Key West

### Geboren
- Fats Navarro (1923-1950), jazztrompettist
- Richard Richards (1946), astronaut
- David Robinson (1965), basketballer

### Overleden
- Shel Silverstein (1930-1999), dichter, singer-songwriter, muzikant, componist, cartoonist, scenarist en auteur van kinderboeken
- John Muth (1930-2005), econoom
- Donna Summer (1948-2012), zangeres, songwriter
- Jacob Gelt Dekker (1948-2019), Nederlandse schrijver, filantroop, zakenman

## Trivia
Bob Dylan wijdt op zijn album Rough and Rowdy Ways (2020) een nummer aan Key West.